# Reversal
Reversal – trzeci album studyjny polskiego zespołu hip-hopowego Pokahontaz. Wydawnictwo ukazało się 20 sierpnia 2014 roku nakładem wytwórni muzycznej MaxFloRec. Produkcji nagrań podjęli się Di.N.O., Dryskull, DJ BRK, Adam L, Snobe Beatz oraz Zetena. Wśród gości na płycie znaleźli się:  Buka, Kleszcz, Bezczel i Wuzet. Miksowanie i mastering nagrań wykonał Marcin "Kwazar" Cisło.
Album dotarł do 2. miejsca zestawienia OLiS i osiągnął status złotej płyty.

## Lista utworów
Opracowano na podstawie materiału źródłowego.
1. "Głód" (produkcja: Di.N.O.)  - 3:10
2. "Życie jest piękne" (produkcja: Snobe Beatz)  - 3:26
3. "Passe" (gościnnie: Bu, produkcja: Adam L) - 3:44
4. "Desperado2" (gościnnie: Buka, Kleszcz, produkcja: Di.N.O.) - 3:52
5. "Habitat" (produkcja: Zetena)  - 3:50
6. "Gorące serce, chłodny umysł" (produkcja: Di.N.O.)  - 4:51
7. "Mówisz i masz" (gościnnie: Bezczel, produkcja: Di.N.O.) - 3:47
8. "Przeciwwaga" (produkcja: DJ BRK)  - 4:35
9. "3maj pion" (produkcja: Di.N.O.)  - 3:40
10. "Patrzę w przyszłość" (produkcja: Di.N.O.)  - 3:00
11. "Coś za coś" (produkcja: Di.N.O.)  - 4:09
12. "Serum" (gościnnie: Wuzet, produkcja: Dryskull) - 5:13
13. "W ruch" (produkcja: Di.N.O.) - 3:52
14. Bob One - "Przestań (remix)" (gościnnie: Pokahontaz, produkcja: Zetena) - 4:30 (utwór dodatkowy)